# Ciudades de Argentina
Las ciudades de Argentina varían su definición en la Argentina de acuerdo a cada provincia. De  acuerdo con la Ley Orgánica de Municipios de la provincia de Santa Fe 2756, una localidad adquiere el estatus de municipio al superar los diez mil habitantes. En la provincia de Buenos Aires, se requieren más de treinta mil habitantes para las localidades ubicadas en los partidos-municipios pertenecientes al área metropolitana de Buenos Aires (que son cuarenta partidos‑municipios tocados por o adentro de la ruta provincial 6), y cinco mil habitantes en el resto de los partidos-municipios, además de otras condiciones, según Ley Provincial 10.806.
Aproximadamente, más del 92 % de la población argentina vive en ciudades. Habiendo 91 aglomerados urbanos que superan los cien mil habitantes. Este crecimiento se debe a los grandes flujos migratorios que tuvieron lugar a principios del siglo XX, y a la industrialización.
La Argentina es, a menudo, descrita como un país macrocefálico, debido a la enorme influencia de su capital, Buenos Aires, en casi todos los aspectos de la vida nacional. Con un área metropolitana de más de doce millones de habitantes, es el principal centro urbano del país, concentrando un 31 % de la población y un 40 % del producto bruto en apenas un 0.14 % del territorio. En un distante segundo lugar se encuentra el Gran Córdoba, cuya población es casi diez veces menor.

## Historia

### Periodo colonial
El primer asentamiento español se produjo en los primeros días de febrero de 1516 en la Isla Martín García. El segundo asentamiento data de 1527, en la provincia de Santa Fe, el fuerte-ciudadela de Sancti Spiritu que fue el primero en tierra firme. Al poco tiempo también Corpus Christi y Nuestra Señora de la Esperanza (los tres destruidos por los indígenas no duraron más de tres años) y el fuerte-puerto de Nuestra Señora del Buen Ayre (1536), abandonado por orden del gobernador de facto  Domingo Martínez de Irala en 1541. Toda la población de los fuertes precedentes fue trasladándose sucesivamente al fuerte de Nuestra Señora de la Asunción, hoy Asunción, capital del Paraguay, quedando abandonado del dominio español el corredor fluvial de los ríos Paraná y Río de la Plata que va desde Asunción hasta el océano Atlántico. Recién se reconquistaría, desde Asunción, con la fundación de la ciudad de Santa Fe, en 1573, y de la ciudad de la Santísima Trinidad, en 1580, en el mismo lugar donde estaba el antiguo fuerte del Buen Ayre, hoy Buenos Aires. Esta, vale aclarar, tuvo una sola fundación, la de 1580, y no dos como usual y erróneamente se dice ya que antes no había ciudad sino un fuerte-ciudadela, que tenía otro status jurídico. Así, la primera ciudad en sentido estricto, fundada por los colonizadores españoles en el actual territorio argentino, fue la ciudad de El Barco (1550), al sur de Tucumán. Luego fue trasladada al hoy territorio salteño y luego al sur de Santiago del Estero. Esta fue fundada en el año 1553 en su actual emplazamiento; a la que siguieron Londres en 1558, y Mendoza en 1561, San Juan en 1562, San Miguel de Tucumán en 1565, Córdoba y Santa Fe en 1573, Salta en 1582, Corrientes en 1588 La Rioja en 1591, San Salvador de Jujuy (1593) y San Luis en 1594. Existen muchas otras ciudades y pueblos argentinos cuya fundación u origen espontáneo se remontan al siglo XVI.
Una vez independizados de España, el gobierno argentino se extendió hacia el sur en la Campaña del desierto, fundando las ciudades de la Patagonia, completando con ellas el mapa actual que se tiene del país.
Se destaca una de las pocas ciudades planeadas de la Argentina, la ciudad de La Plata.

### Inmigración e industrialización en elsigloXIX
Durante esta época, la mayoría de inmigrantes se concentraron en las ciudades de Rosario y Buenos Aires, el resto migró hacia las ciudades de Córdoba, San Fernando del Valle de Catamarca, Salta, y ciudades del sur como Comodoro Rivadavia, y Trelew.
A finales del siglo XIX, la radicación del ferrocarril por todo el territorio argentino provocó que, en cada estación de trenes que se construía, se fundaba una ciudad o se levantaba algún paraje, siendo de gran ayuda para la urbanización en todo el país.
La industrialización a principios del siglo XX generó trabajo en las grandes urbes, favoreciendo al crecimiento de la población, pero esta industrialización solo se concentraba en el Gran Buenos Aires provocando una migración interna en el país, que se comenzó a descentralizar recién a comienzos de los años 90.

### SigloXXI
Actualmente las mayores aglomeraciones urbanas se concentran en las zonas costeras, en el litoral y la región centro. Las áreas metropolitanas de estas ciudades también comenzaron a formar conexiones entre sí dando paso a la formación de Megalópolis, como la región que une al Gran Buenos Aires con el Gran La Plata, o el Gran Rosario con el Gran Santa Fe.
En la Provincia de San Luis, para los festejos del bicentenario, se fundó una ciudad completamente moderna con observatorio, autopista, y demás atracciones.
| Ciudad                              | Provincia       | 1895    | 2001      |
| ----------------------------------- | --------------- | ------- | --------- |
| San Fernando del Valle de Catamarca | Catamarca       | 9727    | 141 260   |
| Ciudad de San Juan                  | San Juan        | 10 410  | 461 000   |
| Ciudad de Córdoba                   | Córdoba         | 54 763  | 1 284 582 |
| Buenos Aires                        | Capital Federal | 663 854 | 2 776 138 |
| Ciudad de Mendoza                   | Mendoza         | 28 302  | 910 993   |
| Ciudad de Salta                     | Salta           | 28 436  | 462 051   |
| Ciudad de Santa Fe                  | Santa Fe        | 22 224  | 454 238   |

## Modelo de ciudades
Las ciudades argentinas en la época de la colonia poseían características similares, producto de la legislación vigente para la creación de nuevas ciudades. Las Ordenanzas de Felipe II, firmadas por el rey en 1573, definían la regulación de las nuevas poblaciones, la elección de los sitios, la forma y los elementos de las ciudades, la repartición de solares, etc.  En función de esto, la mayoría de las ciudades fundadas bajo dominio de la Corona Española responden a formas regulares, con planos ordenados mediante cuadrícula, los cuales solamente eran modificados en función de las condiciones topográficas o de intervenciones posteriores realizadas sobre el trazado existente para modernizar los sistemas de circulación y transporte (por ejemplo el ferrocarril) o con motivo de embellecer el paisaje urbano en virtud de presupuestos urbanos epocales.

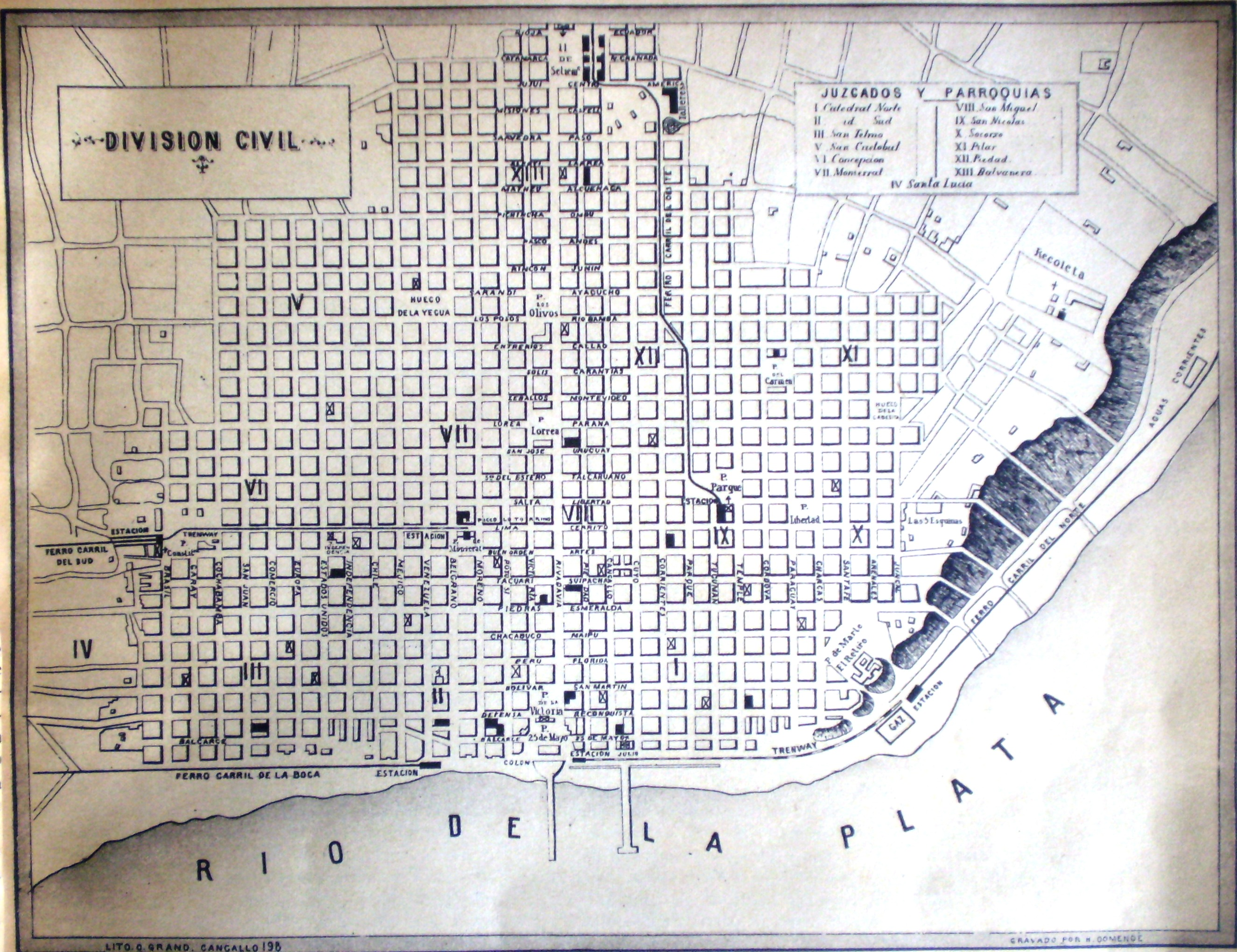
Plano de Buenos Aires (1870).
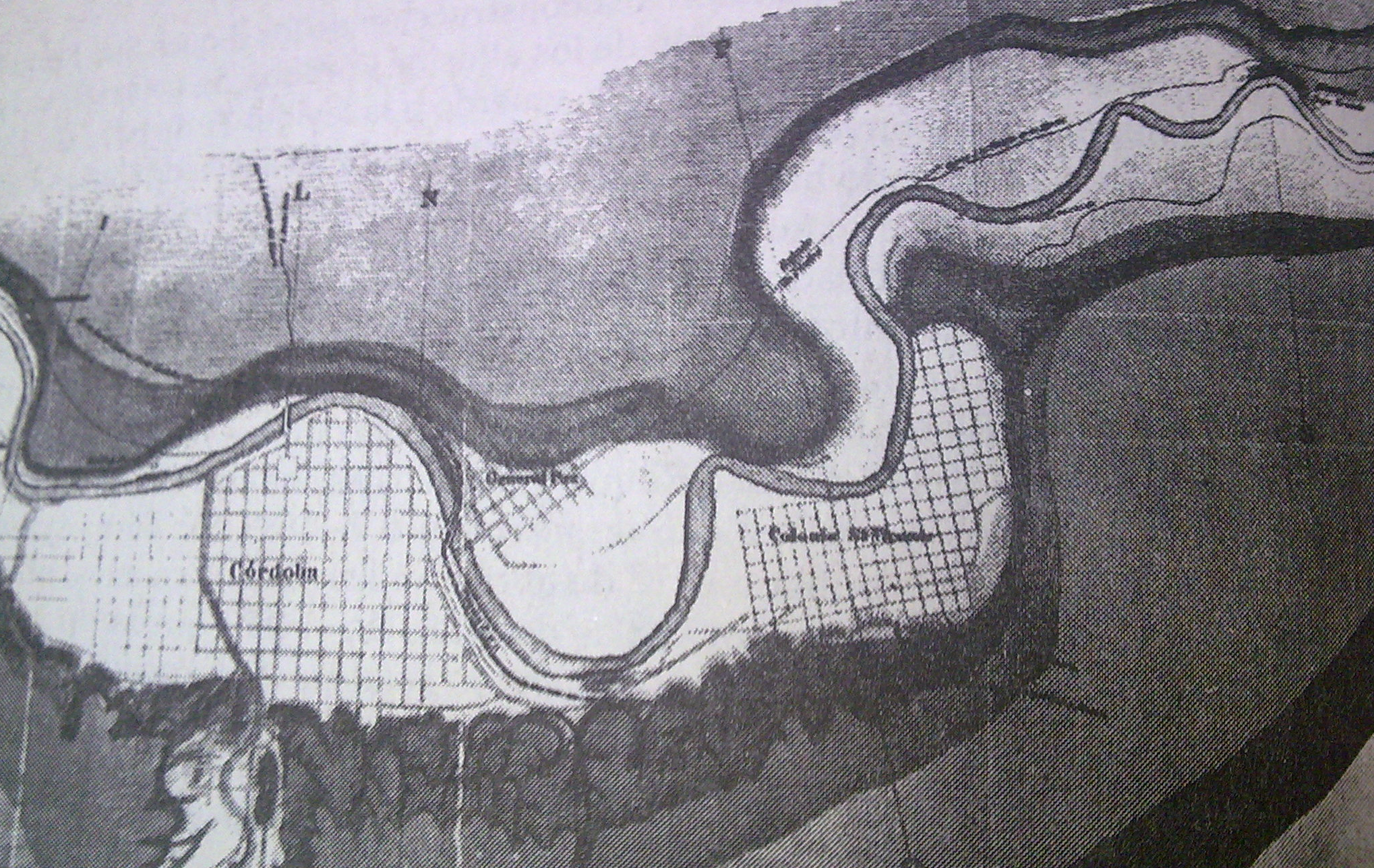
Córdoba (mediados de 1800).
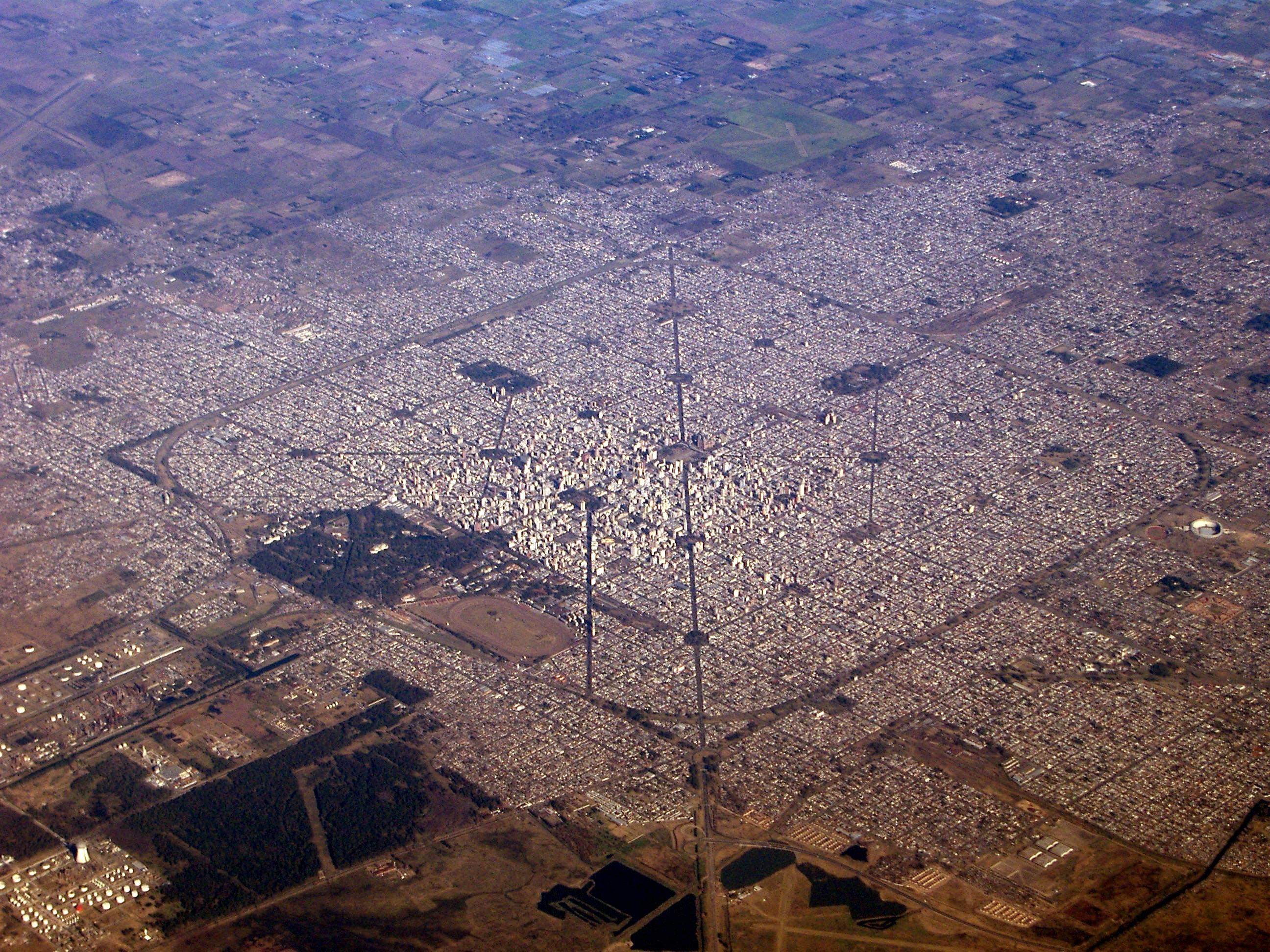
La Plata (actualmente).

### Organización general
La organización general respondía a estos modelos urbanos, previstos en la legislación mencionada. A partir de la definición del sitio de implantación, se realizaba el trazado de la cuadrícula y la distribución de solares, disponiendo en general el solar central para la plaza de armas o principal, y los aledaños a la iglesia mayor, las órdenes religiosas que participaban de la fundación y los edificios públicos que correspondieran a la relevancia de la ciudad en el sistema virreinal. Sin embargo, no todas las ciudades coloniales se ajustaron a este modelo, los reales de minas y los puertos son ejemplo de esta excepción. En el primer caso, las condiciones topográficas y las lógicas de la explotación, promovieron el asentamiento a partir de campamentos y el crecimiento se dio de manera espontánea, no planificado. En el caso de las ciudades portuarias, o próximas a cursos de agua, como Buenos Aires, ciudad de Santa Fe o ciudad de Corrientes la plaza mayor se vinculaba al sector portuario y fueron las ciudades que concentraron las actividades administrativas y comerciales del Virreinato.

#### Casco histórico y Centro de negocios

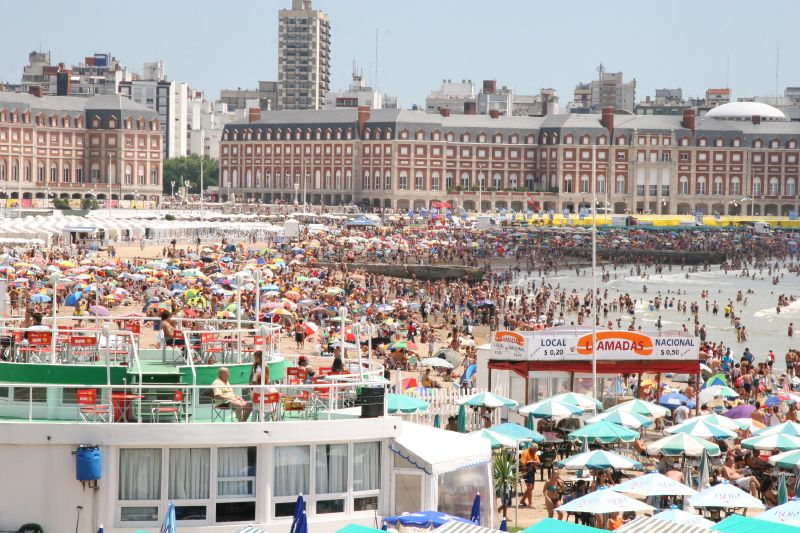
Ciudad de Mar del Plata.

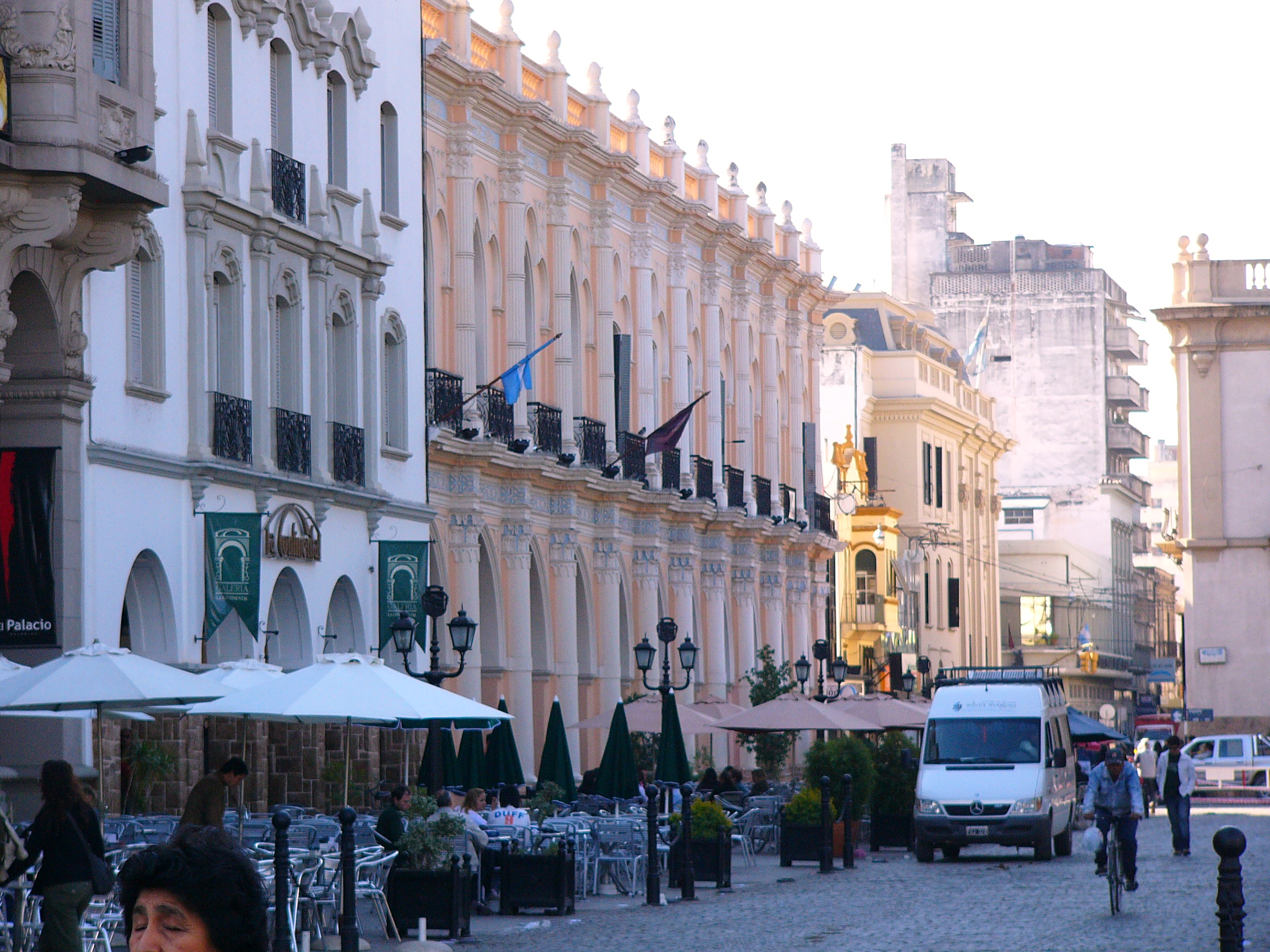
Ciudad de Salta.

Por ser ciudades fundadas al estilo español, aquí se encuentran los edificios históricos con la plaza principal como centro de toda la ciudad. A las afueras del casco histórico se encuentran zonas donde hay edificios modernos de oficinas y torres modernas de varios pisos. En esta parte se encuentran:
- La Catedral.
- La Plaza principal.
- La Casa de Gobierno.

Así también boliches, plazas, bares, teatros, cines, shoppings y edificios de departamentos.

#### Zona residencial
En esta zona están ubicadas casas bajas donde viven la mayoría de los habitantes, hay principalmente:
- Casas de barrio,
- parques,
- plazas,
- escuelas, también puede haber Universidades,
- comercio de baja densidad.

#### Periferia
Acá se concentran las industrias como también en algunas ciudades las villas de emergencia, al igual que las grandes carreteras o autopistas de tránsito pesado, aeropuertos y en algunos casos barrios cerrados, clubs de golf, parques, etc.

### Tipos de ciudades argentinas
- Portuarias: Buenos Aires, Bahía Blanca, Rosario, La Plata, Caleta Olivia, Santa Fe, Paraná, Puerto Madryn.
- Industriales: Comodoro Rivadavia, Ushuaia, Villa Mercedes.
- Universitarias: Córdoba, Buenos Aires, Rosario, La Plata, San Miguel de Tucumán, Corrientes, Santa Fe.
- Comerciales: San Miguel.[cita requerida]
- Turísticas: Mar del Plata, Posadas, Puerto Iguazú, Bariloche, Buenos Aires, Villa Carlos Paz, Mendoza, El Calafate, Salta, Embalse (Córdoba), Santa Rosa de Calamuchita, Santiago del Estero, Puerto Madryn .